# Bulbophyllum emarginatum
Bulbophyllum emarginatum là một loài phong lan thuộc chi Bulbophyllum.